# 石玫
石玫（？—？），陕西凤翔人，是一名明朝政治人物。监生出身。
石玫曾于1462年接替杨昕任华亭县知县一职，1467年由戴冕接任。